# رون فيلد
رون فيلد (بالإنجليزية: Ron Field)‏ هو مدير موسيقي أمريكي، ولد في 1934 في نيويورك في الولايات المتحدة، وتوفي بنفس المكان في 6 فبراير 1989.

## وصلات خارجية
- رون فيلد على موقع IMDb (الإنجليزية)
- رون فيلد على موقع قاعدة بيانات برودواي على الإنترنت (الإنجليزية)
- رون فيلد على موقع قاعدة بيانات برودواي على الإنترنت (الإنجليزية)
- رون فيلد على موقع قاعدة بيانات الفيلم (الإنجليزية)